# Bomba oświetlająca

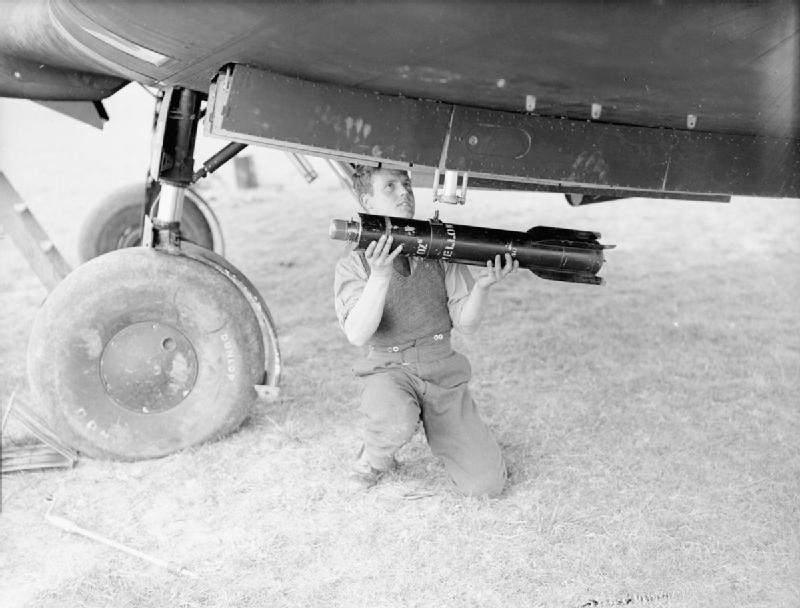
Podwieszanie bomby oświetlającej pod samolot Fairey Battle

Bomba oświetlająca – bomba lotnicza napełniona substancjami oświetlającymi, wyposażona w mały spadochron, przeznaczona do oświetlania terenu podczas bombardowania, rozpoznania lotniczego oraz prowadzenia działań bojowych w warunkach nocnych. Masa bomby oświetlającej waha się w granicach od 3 do 5 kilogramów.